# Reinhard Bonaventura von Günderrode
Reinhard Bonaventura von Günderrode (* 5. Januar 1670 in Frankfurt am Main; † 10. März 1720 in Laubach) war ein deutscher Jurist und Hofmeister unter dem Grafen von Solms-Laubach.

## Leben

### Herkunft und Familie
Reinhard Bonaventura von Günderrode entstammte dem Adelsgeschlecht Günderrode, das ursprünglich aus Thüringen kam und sich in der zweiten Hälfte des 14. Jahrhunderts in Freiberg in Sachsen angesiedelt hatte. Sein Urgroßvater Tilemann Günterrode (1512–1550) kam aus Sachsen, wurde Kasseler Kanzler und gilt als Stammvater der Frankfurter Patrizierfamilie Günderrode.
Seine Geschwister waren 
Hector Wilhelm (1647–1700), Johann Hector (1651–1704), Johann Achilles (1653–1701, Hofmeister), Heinrich Ludwig (1660–1703, gefallen als Hauptmann) und Hector Wilhelm (1668–1696). 
Am 9. Juni 1706 heiratete er in Frankfurt Anna Margarete von Glauburg (1684–1751, Tochter des älteren Bürgermeisters Johann Hieronymus von Glauburg), Die Ehe brachte die Kinder Friedrich Bonaventura (1708–1738, als Kaiserlicher Lieutenant in Ungarn gefallen), Carl Justinian (1712–1785, gräflicher Hofmeister und Kammerdirektor) und Johann Ernst (1715–1744, Lieutenant im Kreiskontingent der Stadt Frankfurt) hervor.

### Wirken
Am 23. April 1689 immatrikulierte er sich an der Philipps-Universität Marburg, absolvierte ein Studium der Rechtswissenschaften und wurde zum Dr. jur. promoviert. Er kam als Praktikant zum Reichskammergericht in Wetzlar.
Unter dem Grafen Friedrich Ernst von Solms-Laubach wurde er dessen Hofmeister. Damit war er einer der ersten Hofbeamten, dem die Leitung der Hauswirtschaft und des Dienstes um die Person des Grafen oblag.